# 麥爾安德站
麥爾安德站（英語：Mile End tube station）是英國倫敦地鐵在塔村區的跨月台轉車站，有區域線、漢默史密斯和城市線及中央線交會。位於倫敦第2收費區。

## 歷史
1902年由白教堂和堡鐵路公司開發運營。1905年接入電力。最初只有區域線，1936年接入漢默史密斯和城市線。1946年作為中央線東擴計劃的一部份接入中央線。1950年交由倫敦交通局管理。

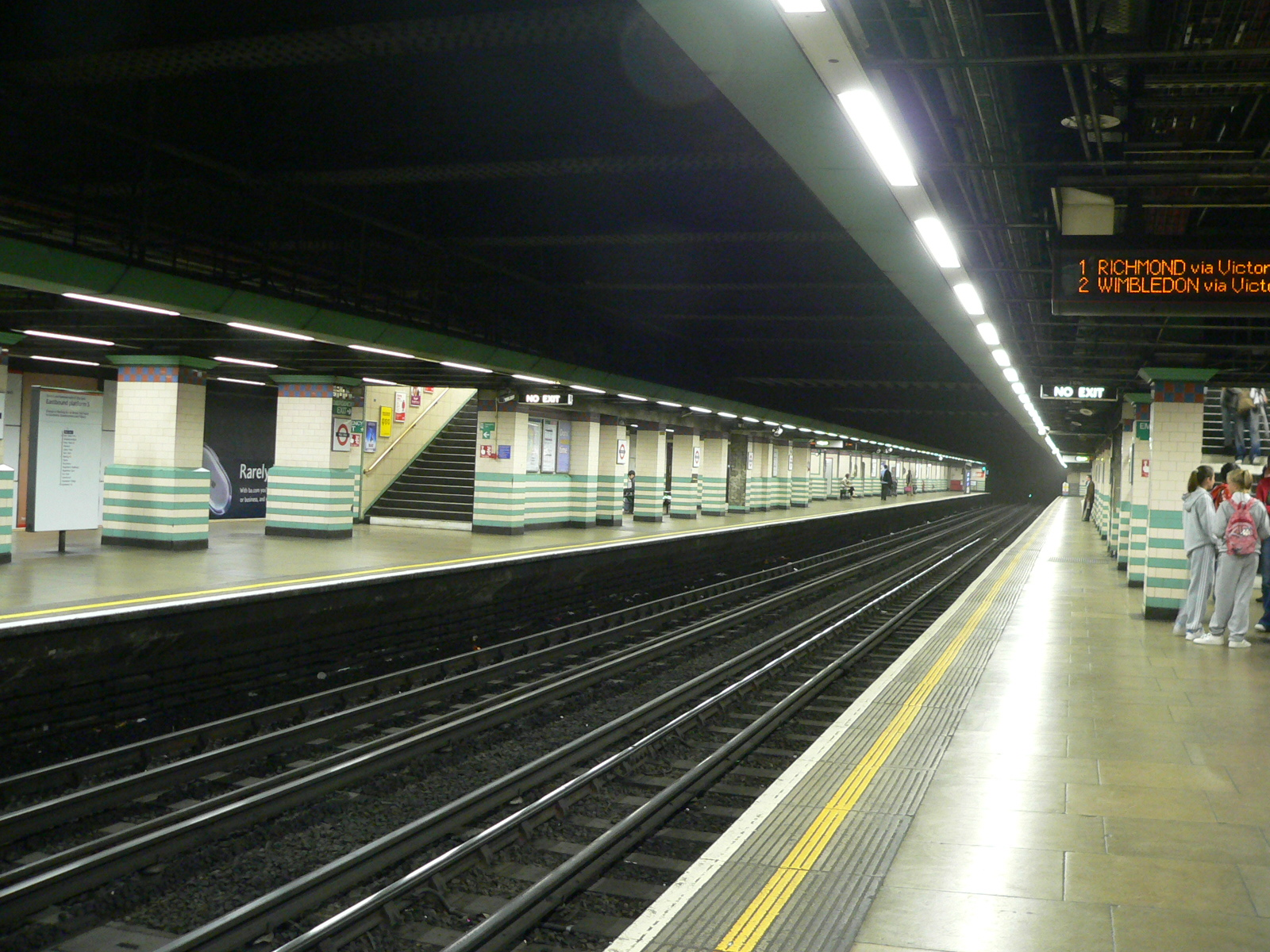
翻新前的車站

### 事故
2007年7月5日，地鐵因碾到一條防火毯而脫軌。七百名乘客被困兩小時
2009年11月，一些從離開的地鐵上掉下的塑料體擊中了三名旅客。 在一位婦女前額形成大約五釐米的傷口，為此倫敦交通局面臨超過兩萬鎊的罰款。

## 交通
倫敦公交25, 205, 277, 309, 323, 339, 425, D6和D7可抵達該地鐵站。